# Hans Haussherr
Hans Haussherr (* 8. Juli 1898 in Berlin; † 17. September 1960 in Köln) war ein deutscher Historiker. Er flüchtete 1958 aus der DDR.

## Leben
Hans Haussherr war der Sohn eines Kaufmanns. Er besuchte das Jahn Realgymnasium und Dorotheenstädtische Gymnasium in seiner Geburtsstadt Berlin. Ab 1916 studierte er Geschichte, Evangelische Theologie, Philosophie und Germanistik an der Friedrich-Wilhelms-Universität zu Berlin, wo er 1922 mit der Dissertation „Der Staat in Calvins Gedankenwelt“ bei Friedrich Meinecke zum Dr. phil. promoviert wurde.
Nach der Promotion arbeitete Haussherr zunächst in Berlin als Kaufmännischer Angestellter und ab 1926 als Gymnasiallehrer (von 1929 bis 1945 Studienrat). 1937 habilitierte er sich in Neuerer Geschichte bei Fritz Hartung. Nach dem Zweiten Weltkrieg lehrte er Geschichte als Privatdozent in Jena. 1946 wurde er ordentlicher Professor für Wirtschafts- und Sozialgeschichte an der Universität Halle. Ab 1955 war er ordentliches Mitglied der Deutschen Akademie der Wissenschaften zu Berlin.
1958 gab Hausherr aus politischen Gründen den Lehrstuhl auf (zusammenhängend mit dem Verbot des Spirituskreises) und flüchtete mit seiner Familie in die Bundesrepublik Deutschland, wo er eine erste Anlaufstelle beim Max-Planck-Institut für Geschichte in Göttingen fand. Ab 1959 lehrte er zunächst als besoldeter Lehrbeauftragter, dann Diätendozent Mittlere und Neuere Geschichte in Köln. Dort starb er 1960. Sein Nachlass befindet sich bei der Universitäts- und Landesbibliothek Sachsen-Anhalt in Halle.
Sein Sohn war der Kunsthistoriker Reiner Haussherr (1937–2018).

## Schriften (Auswahl)
- Erfüllung und Befreiung. Der Kampf um die Durchführung des Tilsiter Friedens 1807/1808. Hamburg 1935, OCLC 721027061.
- Die Stunde Hardenbergs. Hamburg 1943, OCLC 558105579.
- Verwaltungseinheit und Ressorttrennung vom Ende des 17. bis zum Beginn des 19. Jahrhunderts. Berlin 1953, OCLC 10384808.
- Wirtschaftsgeschichte der Neuzeit vom Ende des 14. bis zur Höhe des 19. Jahrhunderts. Köln 1981, ISBN 3-412-04980-8.